# Bystrá (přítok Štiavnice)
Bystrá je potok na Slovensku, v Žilinském kraji,  v jižní části okresu Liptovský Mikuláš, na středním Liptově v extravilánu katastrálního území obce Liptovský Ján. Je to levostranný přítok Štiavnice s délkou 6,2 km a je tokem IV. řádu. Teče na území NAPANTu, na horním toku v NPR Ďumbier.

## Pramen
Pramení v Nízkých Tatrách, v podcelku Ďumbierské Tatry, kde vytéká z plesa v ledovcovém karu na severovýchodním svahu Krúpovy hole (1 921,9 m n. m.) v nadmořské výšce cca 1 660 m n. m.

## Popis toku
Z plesa vytéká směrem na severozápad, následně protéká druhým, větším plesem a dále pokračuje směrem na sever. Na jižním úpatí Prašivé (1 591,7 m n. m.) se pak stáčí severoseverovýchodním směrem, vytváří oblouk prohnutý na jihovýchod k masivu Ludárovy hole (1 731,6 m n. m.) a pokračuje více severovýchodním směrem. Z levé strany následně přibírá přítok zpod sedla Javorie (1 487 m n. m.) a stáčí se východním směrem. Z pravé strany ještě přibírá přítok ze severovýchodního úpatí Ludárové hole, stáčí se k ústí severovýchodním směrem a do Štiavnice ústí na začátku Jánské doliny u myslivny Pred Bystrou, v nadmořské výšce přibližně 867 m n. m.